# Jenin
Jenin (in italiano anche Genin; in arabo جنين‎?, Ǧinīn [ʒɪˈniːn] ; già Gina, in latino Ginae) è una città palestinese.
La popolazione era di circa 49 908 abitanti nel 2017 a cui si aggiungono i circa 10 000 abitanti del vicino campo profughi per i rifugiati palestinesi della guerra arabo-israeliana del 1948.

## Etimologia
Il nome odierno di Jenin deriva da quello dell'antico centro, malgrado una "facile etimologia" vorrebbe legarla alla radice araba j-n-n- da cui si origina il sostantivo janna (جنة‎) e junayna (جنينة‎), che significano "giardino" (da cui deriva il significato anche di "paradiso"), e questo per via del fatto che la cittadina è ricca di campi che producono frutta, come cocomeri, meloni, ulivi, aranci.
Jenin era nota nei tempi antichi come il villaggio di Ein Jenin (عين جنين‎) o Tell Jenin (تل جنين‎). Tell Jenin si trova al centro di quello che oggi è il quartiere commerciale di Jenin.

## Storia

### Età del bronzo
Jenin è stata identificata come Gina, luogo menzionato nelle lettere di Amarna del XIV secolo a.C.. All'epoca era uno stato vassallo del Nuovo Regno d'Egitto. Il popolo di Gina riuscì a uccidere il famigerato signore della guerra Labaya durante il regno del faraone Akhenaton.
Secondo quanto dedotto da alcuni reperti archeologici, la città fu fondata col nome Ein Ganīm (in ebraico עין גנים‎?; in arabo عين جانيم‎?, ʿAyn Ǧānīm) intorno al 2450 a.C. dai Cananei.

### Età del ferro
Quattro lampade in terracotta di origine fenicia risalenti all'VIII secolo a.C. furono scoperte ad Ain Jenin dall'archeologo Gerald Lankester Harding e interpretate come attestanti una qualche forma di contatto e scambio tra i residenti di Jenin in quel momento e quelli della Fenicia.

### Periodo romano
Durante il periodo romano, Jenin era detta "Ginae" ed era abitata esclusivamente dai samaritani (ebr. שומרונים). Il popolo della Galilea era disposto a passare per la città durante i pellegrinaggi annuali a Gerusalemme. Il commentatore biblico Frederic Farrar ha sollevato la possibilità che questo villaggio samaritano, "il primo villaggio in cui arrivasse [un viaggiatore che prendeva la strada dalla Galilea alla Giudea sul monte Tabor]", fosse quello che respinse i discepoli di Gesù nel Vangelo di Luca al punto in cui Gesù e i suoi seguaci iniziano il suo viaggio verso Gerusalemme.

### Periodo bizantino
Qui sono state rinvenute ceramiche risalenti all'epoca bizantina.

### Periodo mamelucco
Dimashki, scrivendo intorno all'anno 1300, disse che dopo l'ascesa del "potere turco", l'impero fu diviso in nove (sotto) regni ", o Mamlakat . Jenin era elencato come una delle località afferenti al (sotto) regno con capoluogo Safad .
Yaqut descrisse Jenin come "una piccola e bella città, situata tra Nablus e Baisan, nella provincia del Giordano. C'è molta acqua e molte sorgenti si trovano qui, e spesso l'ho visitato. "
Alla fine del XIII secolo, gli emiri mamelucchi di stanza a Jenin furono comandati da Qalawun, il sultano, "a cavalcare ogni giorno con le loro truppe davanti alla fortezza di Akka, in modo da proteggere la costa e i mercanti".

### Era ottomana

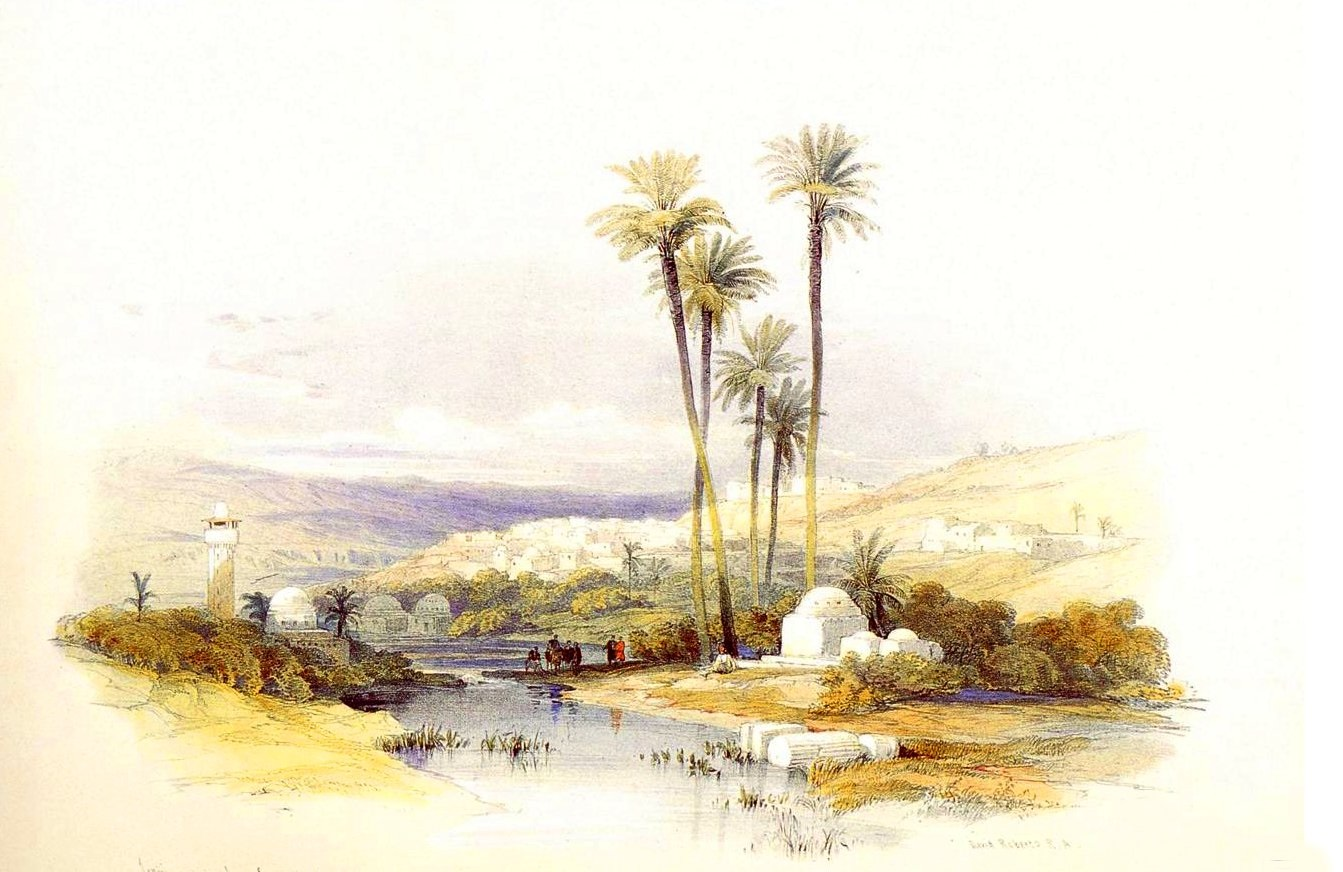
Dipinto di Jenin di David Roberts, 1839

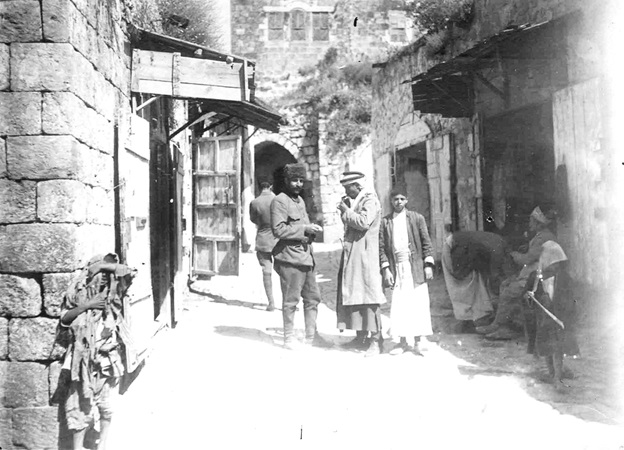
Scena di strada a Jenin, 1917. Un soldato dell'esercito ottomano (al centro a sinistra) con un abitante locale (al centro a destra)

Durante il dominio ottomano in Palestina (1517-1918), Jenin, Lajjun e l'area del Carmelo, furono per parte del XVII secolo governati dalla famiglia beduina Turabay. Nel censimento del 1596, Jenin si trovava nel nahiya di Jenin, nel liwa di Lajjun. Aveva una popolazione di 8 famiglie, tutte musulmane, che versavano un'aliquota fissa del 25% sui prodotti agricoli, tra cui grano, orzo, colture estive, capre e alveari, oltre a entrate occasionali; per un totale di 2 000 akçe. Tutte le entrate andavano a un Waqf nel nome di Sultan Guri .
A metà del XVIII secolo, Jenin fu designata la capitale amministrativa dei distretti combinati di Lajjun e Ajlun . Vi sono indicazioni che l'area comprendente Jenin e Nablus rimase funzionalmente autonoma sotto il dominio ottomano e che l'impero avesse difficoltà a riscuotervi le tasse. Durante la campagna napoleonica in Egitto che si estese in Siria e Palestina nel 1799, un funzionario locale di Jenin scrisse un poema che elencava e invitava i leader arabi locali a resistere a Bonaparte, senza menzionare il Sultano o la necessità di proteggere l'impero ottomano.
Alla fine del XIX secolo, alcuni membri della famiglia Jarrar, che facevano parte della mallakin (famiglie di proprietà di terra d'élite) a Jenin, collaborarono con i commercianti di Haifa per fondarvi un'impresa di esportazione. Durante l'era ottomana, Jenin fu afflitto da una guerra locale tra membri dello stesso clan. L'esploratore francese Guérin la visitò nel 1870. Nel 1882, il sondaggio sulla Palestina occidentale del Palestine Exploration Fund descrisse Jenin come "Il capoluogo del distretto, la sede di un Caimacam, una città di circa 3 000 abitanti, con un piccolo bazar. Le case sono ben costruite in pietra. Ci sono due famiglie di cattolici romani; il resto sono musulmani. Una sorgente sorge a est della città e viene condotta in un grande serbatoio in muratura, vicino al lato ovest, di buona pietra quadrata, con una lunga depressione di pietra. Questo serbatoio fu costruito da 'And el Hady, Mudir di Acre, nella prima metà del secolo [..], a nord della città si trova la piccola moschea di 'Ezz ed Din, con una cupola di buone dimensioni e un minareto."

### Periodo del mandato britannico

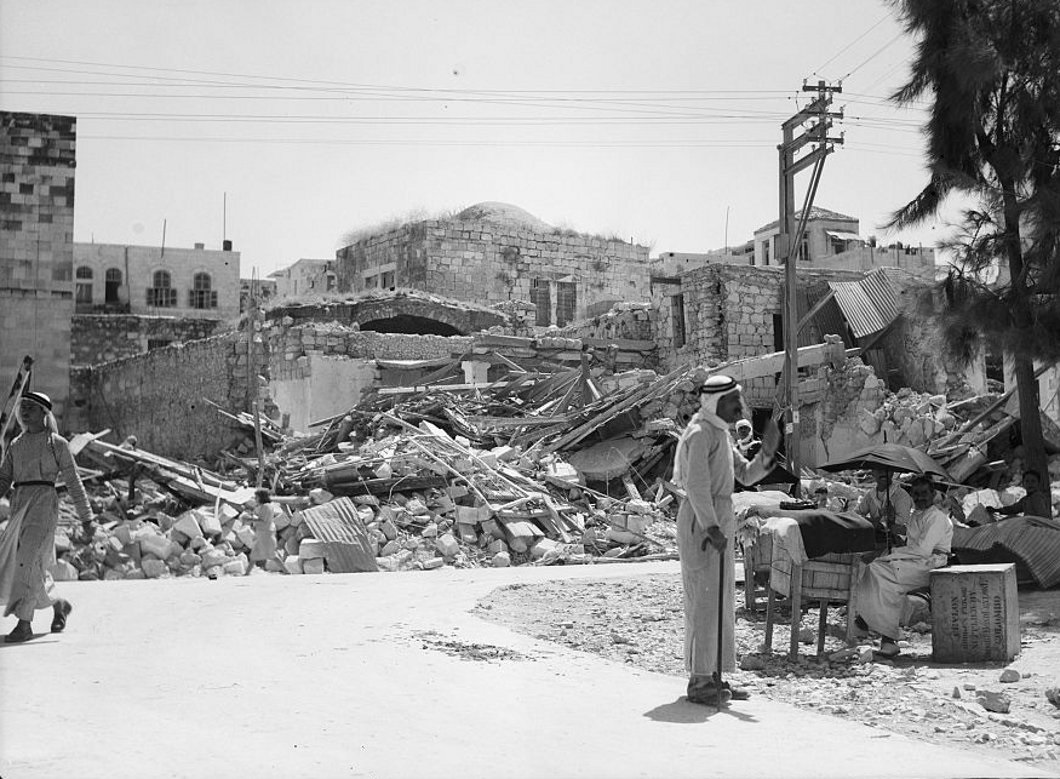
Edifici a Jenin dinamitati dalle forze britanniche, 1938

Secondo un censimento condotto nel 1922 dalle autorità del mandato britannico, Jenin aveva una popolazione di 2 637 abitanti, composta da 2 307 musulmani, 7 ebrei, 108 cristiani, 212 indù e 3 sikh. Dal 1936, Jenin divenne un centro di ribellione contro le autorità coloniali britanniche . Nell'estate del 1938, i residenti della città iniziarono "un'intensificata campagna di omicidi, intimidazioni e sabotaggi" che causò "grave preoccupazione" all'amministrazione britannica, secondo un rapporto britannico alla Società delle Nazioni. La città ebbe un ruolo importante nella rivolta araba del 1936-1939 in Palestina, provocata dalla morte di Izz al-Din al-Qassam in uno scontro a fuoco con la polizia coloniale britannica nella vicina città di Ya'bad mesi prima dell'inizio della rivolta. Il 25 agosto 1938, il giorno dopo l'assassinio del commissario distrettuale britannico nel suo ufficio di Jenin, una grande forza britannica con esplosivi entrò in città. Dopo aver ordinato agli abitanti di andarsene, circa un quarto della città fu fatto saltare in aria.
Jenin fu usato dall'Esercito Arabo di Liberazione di Fawzi al-Qawuqji come base.

### Guerra del 1948
Nella guerra arabo-israeliana del 1948, la città fu difesa dall'esercito iracheno, poi catturata brevemente dalle forze armate della Brigata Carmeli israeliana durante i "dieci giorni di combattimenti" a seguito dell'annullamento del primo cessate il fuoco. Prima della battaglia, i residenti sfollarono la città. L'offensiva era in realtà una finta progettata per allontanare le forze arabe dall'assedio critico di Gerusalemme e i guadagni in quel settore furono rapidamente abbandonati quando arrivarono i rinforzi arabi.

### Controllo giordano
Il campo profughi di Jenin fu fondato nel 1953 dalla Giordania per ospitare i palestinesi sfollati fuggiti o espulsi durante la guerra del 1948. Nel 2014 il campo aveva una popolazione di 16 000 abitanti. Per 19 anni, la città fu sotto il controllo giordano. Un cimitero di guerra per soldati iracheni e combattenti locali si trova alla periferia di Jenin.
Il censimento giordano del 1961 rilevò 14 402 abitanti a Jenin.

### Occupazione israeliana

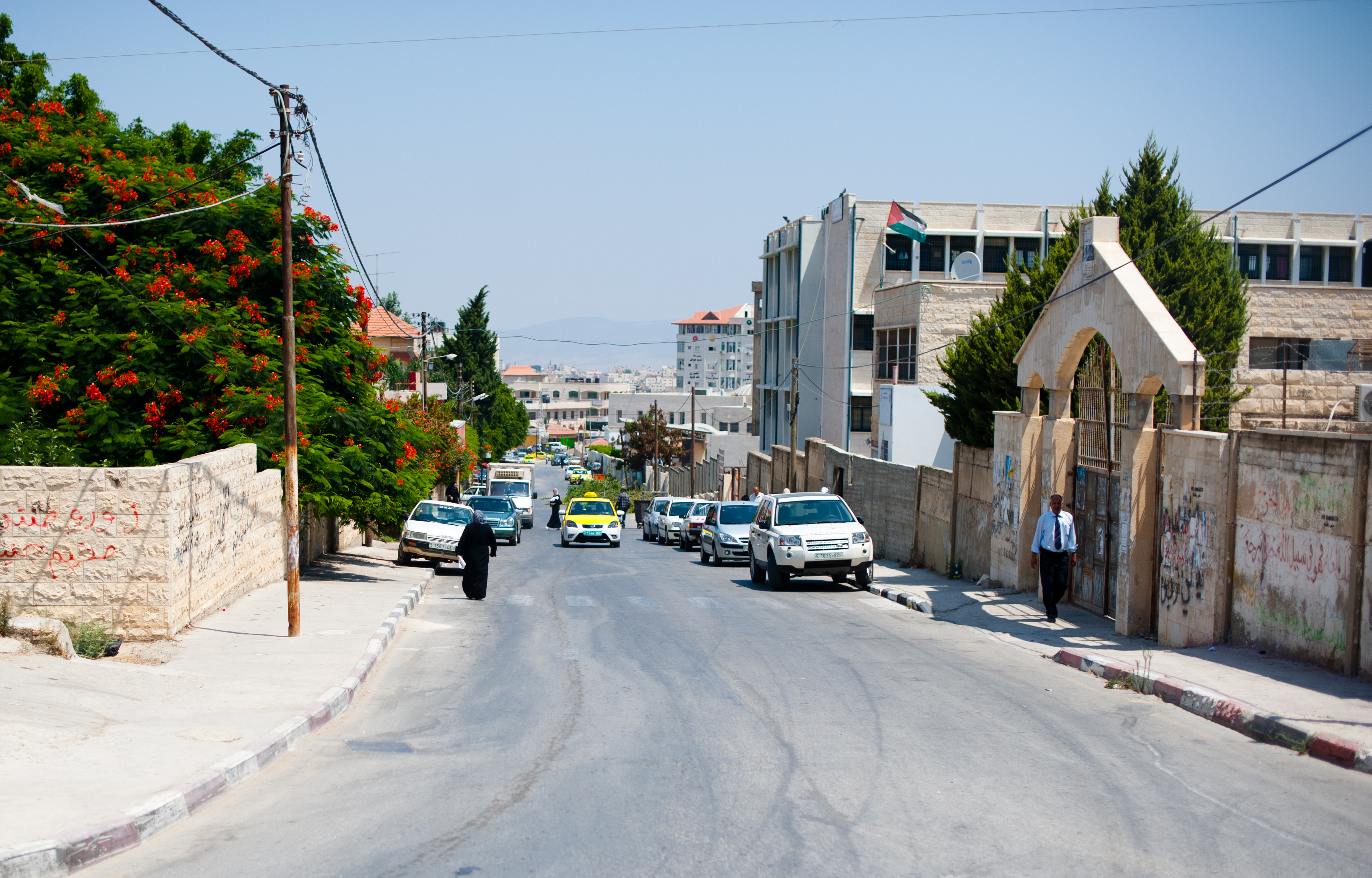
Una strada a Jenin, 2011

Jenin è stata sotto occupazione israeliana dalla guerra dei sei giorni, nel 1967, sino al 1996.
Nel 1996, Israele ha consegnato il controllo della città all'Autorità Nazionale Palestinese in conformità con gli accordi di Oslo. Conosciuta dai palestinesi come "la capitale dei martiri", i militanti del campo, circa 200 uomini armati, includevano membri delle Brigate dei Martiri di al-Aqsa, Tanzim, Jihad islamica palestinese (PIJ) e Hamas. Secondo il conteggio di Israele, almeno 28 attentatori suicidi furono inviati dal campo di Jenin dal 2000 al 2003 durante la Seconda Intifada. Il settimanale dell'esercito israeliano Bamahane attribuisce almeno 31 attacchi di guerriglia, per un totale di 124 vittime, a Jenin nello stesso periodo, più che in qualsiasi altra città in Cisgiordania.
Durante l'Intifada di al-Aqsa, Israele ha lanciato l'operazione Scudo difensivo con l'obiettivo dichiarato di smantellare le infrastrutture terroristiche in modo da contenere gli attentati suicidi e altre attività di guerriglia. L'esercito circondò ed entrò in sei grandi centri palestinesi in Cisgiordania, tra cui Jenin. Durante la battaglia di Jenin nell'aprile 2002 furono uccisi 23 soldati israeliani e 52 palestinesi, tra cui civili. Human Rights Watch riferì che il campo profughi, il principale campo di battaglia, subì gravi danni. Secondo testimoni, persone disarmate sono state colpite e sono morte dopo che gli sono state negate le cure mediche.Human Rights Watch ha ritenuto illegali molti omicidi, tra cui la morte di un uomo di 57 anni (Kemal Zughayer) che è stato colpito e investito da un carro armato nonostante avesse attaccato una bandiera bianca sulla sua sedia a rotelle. Un uomo di 37 anni (Jamal Rashid), paralizzato, è stato schiacciato sotto le macerie della sua casa, e alla sua famiglia è stato negato il permesso di rimuovere il suo corpo. Un ragazzo di 14 anni è stato ucciso mentre si spostava per acquistare generi alimentari durante la sospensione temporanea del coprifuoco imposto dall'esercito. Il personale medico è stato colpito (e un'infermiera uccisa) mentre cercava di raggiungere i feriti, benché fosse chiaramente in uniforme con il simbolo della mezzaluna rossa. Ci sono state anche notizie di soldati israeliani che hanno usato palestinesi come scudi umani, e un padre ha descritto come un soldato ha appoggiato il fucile sulla spalla di suo figlio di 14 anni mentre sparava. Israele ha negato l'ingresso di squadre di soccorso e giornalisti a Jenin anche dopo il loro ritiro. Negli anni seguenti, Jenin fu soggetto a estesi coprifuoco e omicidi mirati israeliani.
Durante uno scontro a fuoco con i militanti della Jihad islamica che Israele sostiene stessero sparando contro le truppe all'interno del complesso delle Nazioni Unite, un cecchino militare israeliano ha sparato e ucciso un impiegato dell'Agenzia di Soccorso e Lavori delle Nazioni Unite (UNRWA), Iain Hook (54 anni), il 22 novembre 2002. Secondo quanto riferito, il cecchino avrebbe scambiato un cellulare nelle mani di Hook per una pistola o una granata. Nel quadro dell'iniziativa Valley of Peace, è in corso un progetto congiunto arabo-israeliano per promuovere il turismo nella regione di Jenin. Nel 2010, 600 nuove imprese hanno aperto a Jenin. Il Canaan Fair Trade ha sede a Jenin. Il direttore del Freedom Theatre di Jenin, Juliano Mer-Khamis, è stato ucciso da uomini armati mascherati in città nell'aprile 2011. Mer-Khamis ha co-fondato il teatro con Zakaria Zubeidi, ex capo militare delle Brigate dei Martiri di al-Aqsa che aveva rinunciato alla violenza.

## Geografia
Jenin è situata ai piedi delle aspre colline (Jabal Nablus) del nord della Cisgiordania, e lungo il bordo meridionale della valle di Jezreel (Marj Ibn Amer), che la città sovrasta. Si estende tra i 90 e i 250 metri sul livello del mare. Immediatamente a sud-ovest di Jenin si trova la pianura di Sahl Arraba (Dothan Valley), mentre più a sud si trova la valle del Marj Sanur. Circa 1,5 chilometri a est di Jenin è il Monte Gilboa (Jabal Faqqūʿa).
Jenin si trova 42 chilometri a nord di Nablus, 18 chilometri a sud di Afula e 51 chilometri a sud-est di Haifa. Le località più vicine sono Umm at-Tut e Jalqamus a sud-est, Qabatiya e Zababdeh a sud, Burqin a sud-ovest, Kafr Dan a ovest, Arranah, Jalamah e il villaggio arabo israeliano di Muqeible a nord, Deir Ghazaleh a nord-est, e Beit Qad e Deir Abu Da'if a est.

## Amministrazione
Il comune di Jenin fu fondato nel 1886 sotto il dominio ottomano con non più di 80 elettori e le elezioni si tenevano ogni 4 anni fino al 1982, quando il governo israeliano assunse il controllo del comune fino al 1995.

Lista dei sindaci di Jenin:
- Andulmajeed Mansour
- Abdulrahman Al-Haj Hassan
- Ragheb Al-Souki
- Al-Haj Hassan Fazaa'
- Tawfeek Mansour
- Bshara Atallah
- Hussein al-Abboushi
- Aref Abdulrahman
- Fahmi al-Abboushi

- Tahseen Abdulhadi
- Abdulraheem Jarrar
- Saleh Arif Azzouqa
- Hussni Al-Souki
- Ahmed Kamal Al-saa'di
- Ahmed Shawki Al-Mahmoud
- Shehab Al-Sanouri
- Abdullah Lahlouh
- Waleed Abu Mwais (appointed)
- Hatim Jarrar

 Le elezioni municipali si sono svolte a Jenin il 15 dicembre 2005. Sei seggi sono stati vinti ciascuno da Hamas e dalla coalizione locale di Fatah e dal Fronte popolare per la liberazione della Palestina. Jenin era una delle varie città palestinesi in cui Hamas ha mostrato una crescita nel sostegno elettorale. Il sindaco di Jenin è Hadem Rida.

## Società

### Evoluzione demografica
Secondo il censimento palestinese del 2007, Jenin aveva una popolazione di 39 004 abitanti, e il campo profughi di Jenin di 10 371 con 9 571 rifugiati registrati su 373 dunam (92 acri). Circa il 42,3% della popolazione del campo aveva meno di 15 anni.
| Anno | Popolazione Jenin |
| ---- | ----------------- |
| 1596 | 8 famiglie        |
| 1821 | ~ 1500-2000       |
| 1838 | ~ 2 000           |
| 1870 | ~ 2 000           |
| 1882 | ~ 3 000           |
| 1922 | 2 637             |
| 1931 | 2 706 + 68        |
| 1945 | 3 990             |
| 1961 | 14 402            |
| 1997 | 26 681            |
| 2007 | 39 004            |

## Istituzioni pubbliche e punti di riferimento
L'ospedale Khalil Suleiman si trova a Jenin.
La città ha un monumento in onore dei piloti tedeschi abbattuti a Jenin durante la prima guerra mondiale che incorpora un'elica di legno originale. Una vecchia pista di atterraggio del mandato britannico, Muqeible Airfield, si trova a Jenin. La moschea principale e più grande di Jenin è la moschea Fatima Khatun, costruita nel 1566.

## Istruzione e cultura

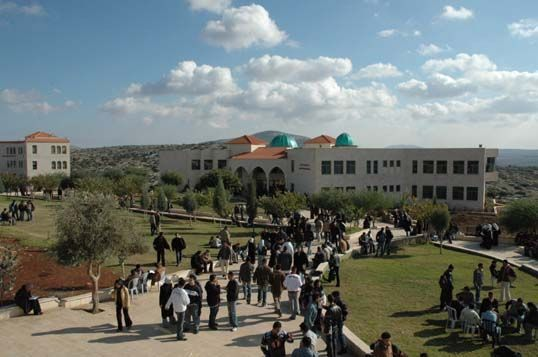
Arab American University di Jenin

La Arab American University si trova nelle vicinanze di Jenin.
Il Cinema Jenin è il più grande cinema della zona. La sala, riaperta nel 2010 dopo un intervallo di 23 anni, ha schermi interni ed esterni, una cineteca e strutture educative.
Strings of Freedom è un'orchestra di Jenin fondata da un arabo israeliano, Wafaa Younis, che viaggia dalla sua casa nel centro di Israele per insegnare musica ai giovani locali.
Dal 2010 il Consiglio regionale di Gilboa collabora con le autorità distrettuali di Jenin allo sviluppo di progetti turistici congiunti.